# Oborona Sevastopolja
Oborona Sevastopolja (Оборона Севастополя) è un film del 1911 diretto da Vasilij Michajlovič Gončarov e A. Chanžonkov.

## Trama
Guerra di Crimea. Gli ammiragli Kornilov e Nakhimov organizzano la difesa durante l'assedio di Sebastopoli. Entrambi gli ammiragli restano uccisi durante la battaglia e la città di Sebastopoli viene presa dall'alleanza di truppe britanniche, francesi, sarde  e turche.